# Aglaia archboldiana
Aglaia archboldiana är en tvåhjärtbladig växtart som beskrevs av Albert Charles Smith. Aglaia archboldiana ingår i släktet Aglaia och familjen Meliaceae. Inga underarter finns listade i Catalogue of Life.